# Уилям Бафин
Уилям Бафин (на английски: William Baffin) е английски мореплавател и полярен изследовател.

## Произход и първи плавания (1584 – 1615)
Роден е около 1584 година в Лондон, Великобритания. Нищо не е известно за първите 20 години от живота му. Първото споменаване на името му е във връзка с участието му като щурман в експедициите на Джеймс Хол през 1607 и 1612 г. към бреговете на Гренландия. През годините между двете експедиции и след тях до 1615 г. Бафин плава на китоловни кораби около Шпицберген, главно като щурман.

## Изследователска дейност (1615 – 1619)

### Участие в експедициите на Робърт Байлот (1615 – 1616)

#### Първа експедиция (1615)
През 1615 г. започва истинската откривателска дейност на Бафин във водите на американска Арктика, когато постъпва на работа в компанията поставила си за цел откриването на т.нар. Северозападен проход. Назначен е като първи пилот (щурман) в експедицията на Робърт Байлот на кораба „Дискавъри“.
Експедицията тръгва на 15 март 1615 г. Байлот и Бафин навлизат в Хъдсъновия проток и на 30 май откриват островите Лоуер Савидж (61°40′ с.ш. 65°40′ з.д.), островите Нотингам (63°17′ с.ш. 77°57′ з.д.), Солсбъри (вторично, 63°32′ с.ш. 76°59′ з.д.) и Мил (64°00′ с.ш. 78°10′ з.д.) и картират южния бряг на Бафинова земя. На 10 юли откриват остров Саутхамптън (вторично, 64°30′ с.ш. 84°00′ з.д., 44 000 km²), на 12 юли – протока Фрозен Стрийт (65°40′ с.ш. 84°10′ з.д. между остров Саутхамптън на юг и п-ов Мелвил на север), където са спрени от непроходими ледове. На обратния път изследват североизточния бряг на Саутхамптън.
Бафин извършва изключително точни за времето си астрономически наблюдения, наблюдава, записва и анализира приливите и отливите в посетените от експедицията водни басейни. Той е първият, който постига значителна точност при определяне на географската дължина посредством наблюденията на лунните фази.

#### Втора експедиция (1616)
През следващата 1616 г. Бафин е отново първи пилот в нова експедиция, ръководена от Робърт Байлот, като това плаване е значително по-продуктивно в сравнение с първото. Откриват значителни части от западното крайбрежие на Гренландия и части от източните крайбрежия на островите Елсмиър и Бафинова земя. На север достигат почти до 78-ия паралел северна ширина – рекорд, запазил се повече от 250 години.
Голяма част от постигнатите успехи са приписани на Бафин, а капитан Байлот дълги години е оставен в забвение и чак в средата на ХІХ век му е отдадена заслужена почит като на негово име е наименуван остров от Канадския арктичен архипелаг (о-в Байлот).

### Изследвания в Червено море и Персийския залив (1617 – 1619)
През 1617 Бафин постъпва на работа в Британската източноиндийска компания и през периода 1617 – 1619 плава до Индия като извършва изследвания в Червено море и Персийския залив.

## Последни години (1619 – 1622)
В началото на 1622 г. Бафин отново плава на изток, участва в завладяването на остров Кешм от англичаните, но на 23 януари е смъртоносно ранен и почива от раните си на 38-годишна възраст.

## Памет
Неговото име носят:
- Бафинов залив (Бафиново море) – между Гренландия на изток и остров Бафинова земя на запад;
- нос Бафин (65°42′ с. ш. 83°10′ з. д. / 65.7° с. ш. 83.166667° з. д.) – най-източната точка на остров Ванситарт в Канадския арктичен архипелаг;
- остров Бафинова земя – най-големият остров в Канадския арктичен архипелаг.